# Орцу Чермоєв
Арцу (Орцу) Чермоєв (16 липня 1825 — 27 вересня 1895) — російський воєначальник XIX століття, генерал-майор царської армії, учасник Кавказької (1842—1864) і російсько-турецької (1877—1878) воєн, учасник в 1877 році під керівництвом Алібек-Хаджі Зандакського, Ума-Хаджі Дуєва, Солтамурада Беноєвського та Сулеймана Центароєвського за незалежність Чечні. У 1894 році найвищим указом імператора удостоєний титулу російського князя. За національністю — чеченець.

## Біографія
Народився 16 липня 1825 року. Під час Кавказької війни вступив на службу до російської армії.
2 липня 1842 року вступив у Дагестанську кінну міліцію. Числився перекладачем з гірських мов при штабі армії Кавказу. З початку своєї служби брав участь у кампаніях на Північному Кавказі і 5 січня 1846 року за бойові відзнаки отримав чин прапорщика. У 1849 році нагороджений орденом св. Анни 4-го ступеня і 27 серпня того ж року був переведений у підпоручики. Наступного року отримав орден св. Анни 3-го ступеня з мечами та бантом. Ще через рік, 20 листопада 1851 року, йому було надано золоту шашку з написом «За хоробрість».
Продовжуючи службу в іррегулярній кавалерії Кавказької армії Чермоїв за бойові відзнаки отримав чини поручика (1852 року, зі старшинством від 15 вересня 1851 року), штабс-капітана (13 червня 1852 року) і капітана (1854 року, 3 старшинством року), і навіть орден св. Володимира 4-го ступеня з бантом (1854). Далі він був проведений у майори (26 серпня 1856 року) і підполковники (1859, зі старшинством від 17 серпня 1859 року). У кампанії 1852 року було поранено.
20 вересня 1859 року Арцу Чермоєв був удостоєний ордена св. Георгія 4-го ступеня:
|  | У подіях 10 квітня, при розбитті численної Османської партії, він з кількома міліціонерами знаходився в голові кавалерійської колони, що увірвалася в ущелину, де знаходиться хутір Дольце і перший кинувся на ворожу зброю, відбиту з бою в цій справі. |

У завершальних кампаніях на Західному Кавказі Чермоєв також брав участь та був нагороджений орденом св. Анни 2-го ступеня з мечами та імператорською короною. 18 грудня 1862 року був проведений у полковники.

24 вересня 1871 року, отримавши чин генерал-майора, Чермоєв був зарахований по армійській кавалерії без посади і 25 грудня 1872 року призначений перебувати при військах Кавказького військового округу.
Під час Російсько-турецької війни 1877—1878 років Чермоєв командував Чеченським кінно-іррегулярним полком у лавах діючої на Кавказі армії і блискуче виявив себе 13 червня 1877 року в битві при Зівіні і авангардних справах у серпні. 8 серпня перед світанком із мисливцями кавалерійських частин і чеченської міліції та підтримкою нижегородських драгунів, він напав на аванпостний табір турецького паші Суботана, перебив до 100 чоловік, захопив 27 полонених, начальника аванпостів Решид-Бея, 30-Дара.
Імператор Олександр II «в нагороду відмінної хоробрості і розпорядливості, вчиненої генерал-майором, що перебуває по армійській кавалерії і при Кавказької армії, Арцу Чермоєвим у різночасних справах з турками в 1877» 17 грудня нагородив його орденом св. Станіслава 1-го ступеня із мечами. Наступного року він за відзнаки у кампанії 1878 року отримав орден св. Анни 1-го ступеня з мечами.
Після закінчення війни Чермоїв, як і раніше, перебував при військах Кавказького військового округу і помер 27 вересня 1895 року (зі списків виключено 19 жовтня).

## Сім'я

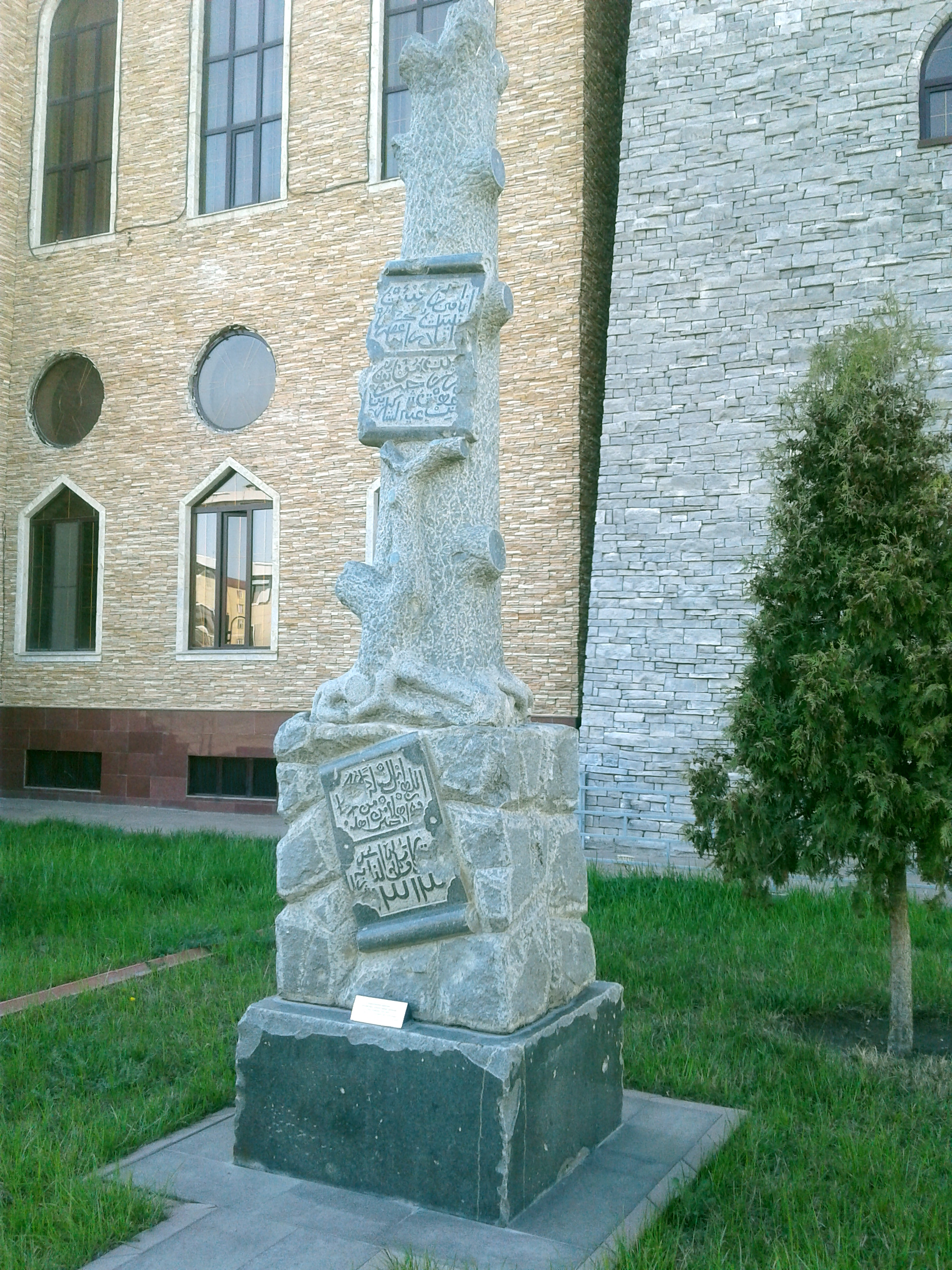
Надмогильний пам'ятник Орцу Чермоєву. Національний музей Чеченської Республіки.

Від трьох дружин у нього було 6 синів та 5 дочок.
Сини Чермоєва, серед яких виділяється Абдул Меджид, до 1917 року були одними з найбільших комерсантів у Росії, володіли значними нафтопромислами в Чечні та Дагестані та великими маєтками в різних районах Північного Кавказу (у тому числі й у Північній Осетії).
Його старший син Арсемік (1856) отримав прізвисько «Барятинський» (на честь завойовника Чечні та Дагестану князя Барятинського).
Інші його сини (Даніель Султан, Арслахан, Абдул-Муслім, Азіз) також були військовими та залишили нащадків.
Від п'яти дочок мав багато онуків і онучок. Коли Тапа Чермоєв емігрував до Парижа, у його особняку мешкало близько 80 родичів.
Указом Урядового Сенату 23 грудня 1899 року усі представники роду генерал-майора Арцу Чермоєва визнані у спадковому дворянстві Російської Імперії та записом до дворянського родоводу книги Ставропольської губернії.

## Нагороди
Серед інших нагород Чермоєв мав 10 орденів:
- Орден Святої Анни 4-го ступеня (1849)
- Орден Святої Анни 3-го ступеня з мечами та бантом (1850)
- Золота шашка з написом «За хоробрість» (20 листопада 1851 року)
- Орден Святого Володимира 4-го ступеня з бантом (1853)
- Орден Святого Станіслава 2-го ступеня з імператорською короною та мечами (1858)
- Орден Святого Георгія 4-го ступеня (20 вересня 1859 року, № 10164 за кавалерським списком Григоровича — Степанова)
- Орден Святої Анни 2-го ступеня з мечами (1865 рік, імператорська корона до цього ордену надана у 1869 році)
- Орден Святого Володимира 3-го ступеня (1874)
- Орден Святого Станіслава 1-го ступеня з мечами (17 грудня 1877 року)
- Орден Святої Анни 1-го ступеня з мечами (1878)
- Орден Святого Володимира 2-го ступеня (1883)